# ソニーショップ
ソニーショップは、ソニーマーケティング（ソニー製品販売元）のソニー・アイワ・VAIO製品を取り扱う特約店（系列電器店）の一般（対面型）店舗である。

## 形態
ソニーショップとは別に、法人向けなど得意先に限ってソニー製品の販売を行う販社や、ソニーショップと兼業もしくは撤退した上でeコマースによる販売を取り扱うショップもある。
ソニーマーケティング（旧・ソニー）との契約により直接仕入れる事ができる店舗・販社は特約店と称する（本項におけるソニーショップだけではなく、直接取引を許可された家電量販店もソニーの特約店である）。特約店との取引客にはソニーファイナンスのハウスカード「Sony Card」（eLIO機能付きとは別種類）および「Sony Card Entertainment」の取扱いがあったが、ソニーファイナンスの事業整理に伴い、前者は2009年11月、後者は2010年3月までに終息している。
毎年のボーナス商戦時期に東京と大阪で、ソニーマーケティングと参加特約店が共同主催する大商談会が催される。
一般店舗はパナソニックショップなど他社系列店に圧され全国的に減少傾向に歯止めがかかっておらず、系列電器店としての生き残りをかけ、意欲ある店舗に向けた販促支援・各種研修制度に支えられて好調なパナソニックショップへ鞍替えする店舗も多い。大手の特約店として日本最大を謳う杉並区発祥の「アビックグループ」が知られており、銀座ソニービル内のソニーショールームにも出店していたが、2010年7月に店舗事業から撤退している。
かつては大型店舗の「SONY CALL（ソニーコール）」も全国へ展開していたが、売り上げ低迷などで減少が著しく、残存する「ソニーコール」店舗はわずかである。パナソニックショップの後継者養成学校「松下幸之助商学院」に類似する後継者養成学校はなく、ソニーショップ従業員同士の交流機会も少ない。

## 他社製品との兼ね合い
ソニーは白物家電を展開せず、販売商品がAV機器とパソコンであるVAIOに限られるため、自社およびVAIOの製品を専門に扱う店舗がかなり多い。日立製作所・東芝など他社の白物家電に限って併売する特約店もある。
テレビアンテナおよびその属品（受信ブースター・ケーブル・マストなど）の販売・取り付けは、ソニーがアンテナ生産より完全撤退して衛星アンテナの自社生産を2014年限りで終了したため、マスプロ電工・日本アンテナ・DXアンテナなど他社製品が供給されている。
スカパーチューナー&アンテナセットも、かつては「アイワ」ブランドも含めて自社生産していたが現在は撤退し、スカパーからパナソニック製チューナーとマスプロ電工製アンテナがそれぞれ供給されている。スカパーの従来型標準画質放送は2014年5月31日限りで終了してハイビジョン放送へ完全移行したため、アンテナは従来型を流用可能だが従来型SDチューナーは使用不可となり、パナソニック製またはそのOEM商品のマスプロ製「プレミアムサービス対応型」と置換を要する。

## 全国のソニーショップ検索画面
全国のソニーショップ各店は「（ブロックごとの）地図検索」・「（特定のお役立ちメニューアイコン掲載店のみを抽出する）絞り込み検索」・「都道府県ごとに検索」の3通りで検索可能。ソニーショップ各店の場所を示す地図作成は住宅地図の国内大手「ゼンリン」が担当しており、同社は「日立チェーンストール」・「東芝ストアー」・「三菱電機ストアー」各店の場所を示す地図作成も担当している。